# Echtes Zwerggänseblümchen
Das Echte Zwerggänseblümchen (Bellium bellidioides L.), auch Spatelgänseblümchen genannt, ist eine Pflanzenart in der Gattung Zwerggänseblümchen (Bellium) aus der Familie der Korbblütler (Asteraceae).

## Beschreibung
Die ausdauernde krautige Pflanze erreicht Wuchshöhen von 5 bis 15 Zentimeter. Die spateligen, sich in einen langen Stiel verschmälernden, verkahlenden Laubblätter stehen in einer grundständigen Rosette. Die Pflanze hat dünne oberirdische Ausläufer.
Das Blütenkörbchen hat einen Durchmesser von 8 bis 15 Millimeter und sitzt an einem zarten Stängel. Die 10 bis 14 stumpfen oder spitzen, behaarten Hüllblätter sind in einer Reihe angeordnet. Die ebenso vielen, kaum längeren, weißen Zungenblüten sind unterseits rot überlaufen und umgeben die gelben Röhrenblüten. Die Frucht ist eine Achäne und hat fünf raue Borsten mit einem Ring aus häutigen Schuppen.
Blütezeit ist von April bis August.
Die Chromosomenzahl beträgt für Bellium bellidioides var. villosum Porta 2n = 18.

## Vorkommen
Das Echte Zwerggänseblümchen ist nur auf Korsika, Sardinien und den Balearen verbreitet.
Als Standort bevorzugt diese Pflanzenart schattig-feuchte Felsen und Weiden.